# Saint-Léger-du-Bourg-Denis
Saint-Léger-du-Bourg-Denis è un comune francese di 3 617 abitanti situato nel dipartimento della Senna Marittima nella regione della Normandia.

## Storia

### Simboli
Lo stemma comunale è stato creato nel 1977 e si ispira al blasone dei de Bauquemare, ultimi signori di Bourdeny, che portavano d'azzurro, allo scaglione d'oro, accompagnato da tre teste di leopardo dello stesso. La testa posta in punta è stata sostituita da una conocchia per ricordare il lavoro delle filande e lo sfondo azzurro è stato cambiato in rosso.

## Società

### Evoluzione demografica
Abitanti censiti